# Municipio de Little Rock (Illinois)
El municipio de Little Rock (en inglés: Little Rock Township) es un municipio ubicado en el condado de Kendall en el estado estadounidense de Illinois. En el año 2010 tenía una población de 13076 habitantes y una densidad poblacional de 142,38 personas por km².

## Geografía
Según la Oficina del Censo de los Estados Unidos, el municipio tiene una superficie total de 91.84 km², de la cual 91.28 km² corresponden a tierra firme y (0.6%) 0.55 km² es agua.

## Demografía
Según el censo de 2010, había 13076 personas residiendo en el municipio de Little Rock. La densidad de población era de 142,38 hab./km². De los 13076 habitantes, el municipio de Little Rock estaba compuesto por el 77.6% blancos, el 6.22% eran afroamericanos, el 0.32% eran amerindios, el 1.59% eran asiáticos, el 0.07% eran isleños del Pacífico, el 11.37% eran de otras razas y el 2.83% pertenecían a dos o más razas. Del total de la población el 27.47% eran hispanos o latinos de cualquier raza.